# かな夏に跳ぶ
『かな夏に跳ぶ』（かななつにとぶ）は2006年公開の、北海道苫小牧市が製作した映画。
北海道苫小牧市の町おこしとして製作され、ストーリーは、過疎化に悩む商店街を、夏休みに帰苫していた主人公（かな）を中心に、地元の若者達が商店街建て直しに立ち上がるというもの。出演者は映画の舞台となった実際の商店街の店主や苫小牧市民約500名。
撮影/照明/音響等を市民（高校生を含む）有志が担当するなど、町を上げての手作り映画製作として注目を集めた。
総監督には苫小牧市出身の矢嶋佑を起用。主演に岩崎真理子。主題歌は苫小牧市のアイドルグループ、タッチが務めた。

## スタッフ
- 総監督/脚本:矢嶋佑
- 助監督:松山真悟
- 原作:唐部たろう

## キャスト
- 小泉かな：岩崎真理子
- 大巻亮：矢嶋佑
- 高橋航太：中川稔晴
- まやか：松井まやか
- すっぽん：吉田徹
- 明日香：田部千紘
- すもも：金子綾子

## 主題歌
主題歌『君がそばにいた』タッチ